# 福尔塞门胡森
福尔塞门胡森是德国石勒苏益格－荷尔斯泰因州的一个市镇。总面积16.78平方公里，总人口348人，其中男性179人，女性169人（2011年12月31日），人口密度21人/平方公里。